# Presilla Latham
La Presilla Latham es un invento que se creó en 1895 para incorporarlo en el eidoloscopio. Consistía en añadir una presilla a la cámara, la cual formaba un bucle en la película con el que se liberaba la tensión justo antes de que pasara a la ventana del obturador y luego de que saliera de ella, de manera que el mecanismo intermitente impidiera impresionar directamente la película aún no expuesta. Con ello se consiguió que la capacidad para el rodaje continuado solo estuviera limitada por la cantidad de película que se podía almacenar en la bobina de la cámara filmadora.
El invento era de autoría de los Latham.

## Historia
Louis Aimé Agustín Le Prince había logrado el movimiento intermitente en Europa en 1888. Por otro lado, en Norteamérica las perforaciones ideadas por Edison y Dickson para el sistema de arrastre del kinetoscopio también facilitaban un movimiento similar, excepto que el problema se solucionaba al revés: en lugar de que los fotogramas se detuvieran frente al obturador, era el obturador el que giraba y se acompasaba con el movimiento incesante de la película. Había que encontrar un medio de que la película se detuviera sin que eso significara una tensión que la rompiera y sin que se perdiera la cadencia del movimiento.
A todo esto, el problema fue solucionado por los Latham, creando una presilla en su eidoloscopio, un bucle en la película con el que se liberaba la tensión justo antes de que pasara a la ventana del obturador y luego de que saliera de ella, de manera que el mecanismo intermitente impidiera impresionar directamente la película aún no expuesta. Con ello se consiguió que la capacidad para el rodaje continuado solo estuviera limitada por la cantidad de película que se podía almacenar en la bobina de la cámara filmadora.
El invento, autoría de los Latham, se estrenó con éxito durante el combate que disputaron el 4 de mayo de 1895 en el Madison Square Garden de Nueva York el boxeador australiano Albert Griffiths, más conocido como “Young Griffo”, y “Battling” Charles Barnett y fue conocido como la “Presilla Latham”. 
Pero Edison no tardó en adquirir los derechos. Ayudó que los hermanos Latham sufrieran un rapto de fama nada más pisar Nueva York, llegando como jóvenes de provincias y terminando como afamados playboys, lo que llevó su negocio rápidamente a pique.  
El poco interés de Edison por la suerte de sus patentes de invención, dejó en manos de los franceses Auguste y Louis Lumière, y de otros inventores europeos, el desarrollo del aparato de proyección con las características señaladas del invento de los Latham. Auguste Marie Louis Nicolas y Louis Jean, haciendo investigaciones tecnológicas decisivas, adquirieron y examinaron el kinetoscopio de la casa de Edison, y acabaron su propia máquina al cabo de un año.